# 167 Urda
167 Urda è un asteroide della fascia principale, in orbita attorno al Sole; venne scoperto il 28 agosto 1876 dall'astronomo danese Christian Heinrich Friedrich Peters. Il suo nome deriva da quello della divinità nordica Urd.
Per i suoi parametri orbitali, Urda è comunemente considerato un membro della famiglia di asteroidi Coronide.
La superficie dell'asteroide è particolarmente chiara; esso si compone probabilmente di silicati e ferro-nickel.
Un'occultazione stellare da parte di Urda è stata osservata dal Giappone il 23 luglio 2001.